# Mariah Carey's Magical Christmas Special
Mariah Carey's Magical Christmas Special é um especial de Natal estrelado por Mariah Carey. O especial estreou em 4 de dezembro de 2020 na Apple TV+.

## Produção
Mariah divulgou uma imagem do especial de Natal nas redes sociais, na imagem era possível ver de três cadeiras de diretores com as iniciais "AG, MC E JH" gerando comentários de que seriam de Ariana Grande Mariah e Jennifer Hudson impressas nelas. O especial inclui uma participação do Snoopy, Charlie Brown e a gangue do amendoim já que a Apple tem direitos exclusivos sobre o conteúdo televisivo Peanuts .

## Sinopse
“Diante de uma crise na celebração do natal, o Pólo Norte sabe que há apenas uma pessoa que pode salvar o dia: a grande amiga do Papai Noel, Mariah Carey . Combinando performances musicais "de Carey, Ariana Grande e Jennifer Hudson," danças e animações, a indiscutível Rainha do Natal entra em ação para criar um feriado espetacular para tornar o mundo inteiro alegre. "

## Elenco
- Mariah Carey
- Ariana Grande
- Jennifer Hudson
- Tiffany Haddish
- Billy Eichner
- Snoop Dogg
- Jermaine Dupri
- Misty Copeland
- Bette Midler
- Millie Bobby Brown
- Heidi Klum
- Mykal-Michelle Harris
- Snoopy, Charlie Brown e a gangue do amendoim

## Trilha sonora
Mariah Carey's Magical Christmas Special (Apple TV+ Original Soundtrack) é o terceiro álbum de Natal, e a segunda trilha sonora da cantora,compositora e produtora estadunidense Mariah Carey. A trilha sonora foi lançada exclusivamente na Apple Music e iTunes Store em 4 de dezembro de 2020, e mais tarde foi lançada em todas as outras plataformas em 11 de dezembro de 2020. A trilha sonora apresenta uma variedade de convidados musicais, incluindo Ariana Grande, Jennifer Hudson, Jermaine Dupri e Snoop Dogg.
Seu primeiro single, uma versão regravada de  " Oh Santa! ". Originalmente lançada em 2010 como o single principal do segundo álbum de Natal de Mariah, Merry Christmas II You, foi lançado em todas as plataformas em 4 de dezembro.  A nova versão inclui Ariana Grande e Jennifer Hudson. Junto com "Oh Santa!", A trilha sonora inclui uma nova versão de " Sleigh Ride " de Leroy Anderson.

### Lista de faixas
Créditos adaptados de Tidal .
| Mariah Carey's Magical Christmas Special (Apple TV+ Original Soundtrack) – Edição padrão | |                                               |                                                                                      |         |  |
| N.º                                                                                      | Título | Compositor(es)                                | Produtor(es)                                                                         | Duração |  |
| 1.                                                                                       | "Overture "Little Mariah's Theme"                                                                                       | Mariah Carey                                  | Mariah Carey                                                                         | 0:14    |  |
| 2.                                                                                       | "Sleigh Ride" | Leroy Anderson                                | Mariah Carey Moore Marc Shaiman Scott M. Riesett Frank Wolf Tremaine "Six7" Williams | 2:39    |  |
| 3.                                                                                       | "Hark! The Herald Angels Sing (Interlude)"                                                                              |                                               | Mariah Carey Moore Shaiman Riesett Wolf                                              | 0:19    |  |
| 4.                                                                                       | "When Christmas Comes (Magical Christmas Mix)"                                                                          | Mariah Carey James Poyser                     | Mariah Carey Moore                                                                   | 2:27    |  |
| 5.                                                                                       | "Let It Snow! Let It Snow! Let It Snow! (Outro)"                                                                        | Sammy Cahn Jule Styne                         | Mariah Carey Moore                                                                   | 0:13    |  |
| 6.                                                                                       | "Peanuts...All I Want (Interlude)" (Mariah Carey Walter Afanasieff)                                                     | Mariah Carey Walter Afanasieff                |                                                                                      | 0:43    |  |
| 7.                                                                                       | "Christmas Time Is Here"                                                                                                | Vince Guaraldi                                | Mariah Carey Moore                                                                   | 1:58    |  |
| 8.                                                                                       | "Santa Claus Is Coming to Town" (Intro)"                                                                                | J. Fred Coots Haven Gillespie                 | Mariah Carey Moore Shaiman Riesett Wolf Williams                                     | 0:25    |  |
| 9.                                                                                       | "Oh Santa! (part. Ariana Grande & Jennifer Hudson)"                                                                     | Mariah Carey Jermaine Dupri Bryan-Michael Cox | Mariah Carey Moore Shaiman Riesett Williams                                          | 3:20    |  |
| 10.                                                                                      | "Here Comes Santa Claus (Right Down Santa Claus Lane) / House Top Celebration" (featuring Snoop Dogg & Jermaine Dupri)" | Mariah Carey Moore Shaiman Riesett Williams   | Mariah Carey Moore Williams                                                          | 2:20    |  |
| 11.                                                                                      | "Sugar Plum Fairy (Magical Christmas Mix)"                                                                              | Sugar Plum Fairy (Magical Christmas Mix)      | Mariah Carey Moore Shaiman Riesett Wolf                                              | 1:18    |  |
| 12.                                                                                      | "Christmas Time Is in the Air Again (Magical Christmas Mix)"                                                            | Mariah Carey Shaiman                          | Mariah Carey Moore Shaiman Riesett Wolf                                              | 3:04    |  |
| 13.                                                                                      | "O Holy Night (Magical Christmas Mix)"                                                                                  | Adolphe Adam                                  | Mariah Carey Moore                                                                   | 2:50    |  |
| 14.                                                                                      | "Joy to the World (Magical Christmas Mix)"                                                                              | Hoyt Axton                                    | Mariah Carey Moore                                                                   | 4:11    |  |
| 15.                                                                                      | "Silent Night (Magical Christmas Mix)"                                                                                  |                                               | Mariah Carey Moore                                                                   | 2:28    |  |
| 16.                                                                                      | "All I Want for Christmas Is You (Magical Christmas Mix)"                                                               | Mariah Carey Afanasieff                       | Mariah Carey Moore Shaiman Riesett Wolf                                              | 4:29    |  |
| 17.                                                                                      | "Little Mimi's Theme (Magical Christmas Mix)"                                                                           | Mariah Carey Moore                            | Shaiman Riesett Wolf                                                                 | 0:17    |  |
| Duração total:                                                                           | Duração total: | Duração total:                                | Duração total:                                                                       | 33:00   |  |

### Charts
| Chart (2020)                          | Posição |
| ------------------------------------- | ------- |
| Canadá (Billboard)                    | 99      |
| Japan Hot Albums (Billboard Japan)    | 100     |
| Suíça (Schweizer Hitparade)           | 37      |
| Reino Unido (Official Charts Company) | 10      |
| Estados Unidos (Billboard 200)        | 100     |
| Estados Unidos (Top Holiday Albums)   | 28      |